# Sumitomo Fudosan Roppongi Grand Tower
La Sumitomo Fudosan Roppongi Grand Tower (住友不動産六本木グランドタワー?) es un rascacielos de 231 metros de altura situado en el barrio de Roppongi de Minato, en Tokio (Japón). La torre, de cuarenta plantas, es resultado del proyecto de la zona este del Roppongi 3-chome (六本木三丁目東地区プロジェクト Roppongi san-chome higashi chiku purojekuto?). Completada en septiembre de 2016, es el edificio de oficinas comerciales más grande de la cartera de propiedades de Sumitomo Realty & Development (住友不動産?), una promotora inmobiliaria miembro del Grupo Sumitomo que posee y gestiona más de doscientos edificios de oficinas en el centro de Tokio.

## Construcción
Está situada en el distrito de Roppongi de Tokio, al lado de la Izumi Garden Tower, también propiedad de Sumitomo Realty & Development, en una parcela que albergó previamente la antigua sede central de IBM en Japón (87.4 m, 1991) y el Roppongi Prince Hotel, cerrado en 2006. El edificio fue diseñado por Nikken Sekkei y construido por un consorcio formado por la Obayashi Corporation y la Taisei Corporation.

## Instalaciones
Construida en una parcela inclinada con una entrada de pasajeros de automóviles y un atrio principal en la cuarta planta, la primera planta de la torre principal está conectada directamente a la estación Roppongi-itchōme de la Línea Nanboku del Metro de Tokio.

### Inquilinos de las oficinas
Las plantas 10 a 27 y 31 a 43 contienen espacio de oficinas comerciales. Las plantas 2 y 3 están ocupadas por comercios y restaurantes accesibles al público. La torre es actualmente la sede de TV Tokyo y TX Network.

### Residencias
La torre principal está acompañada por un edificio residencial de 27 plantas y 109 metros de altura.

## Galería de imágenes

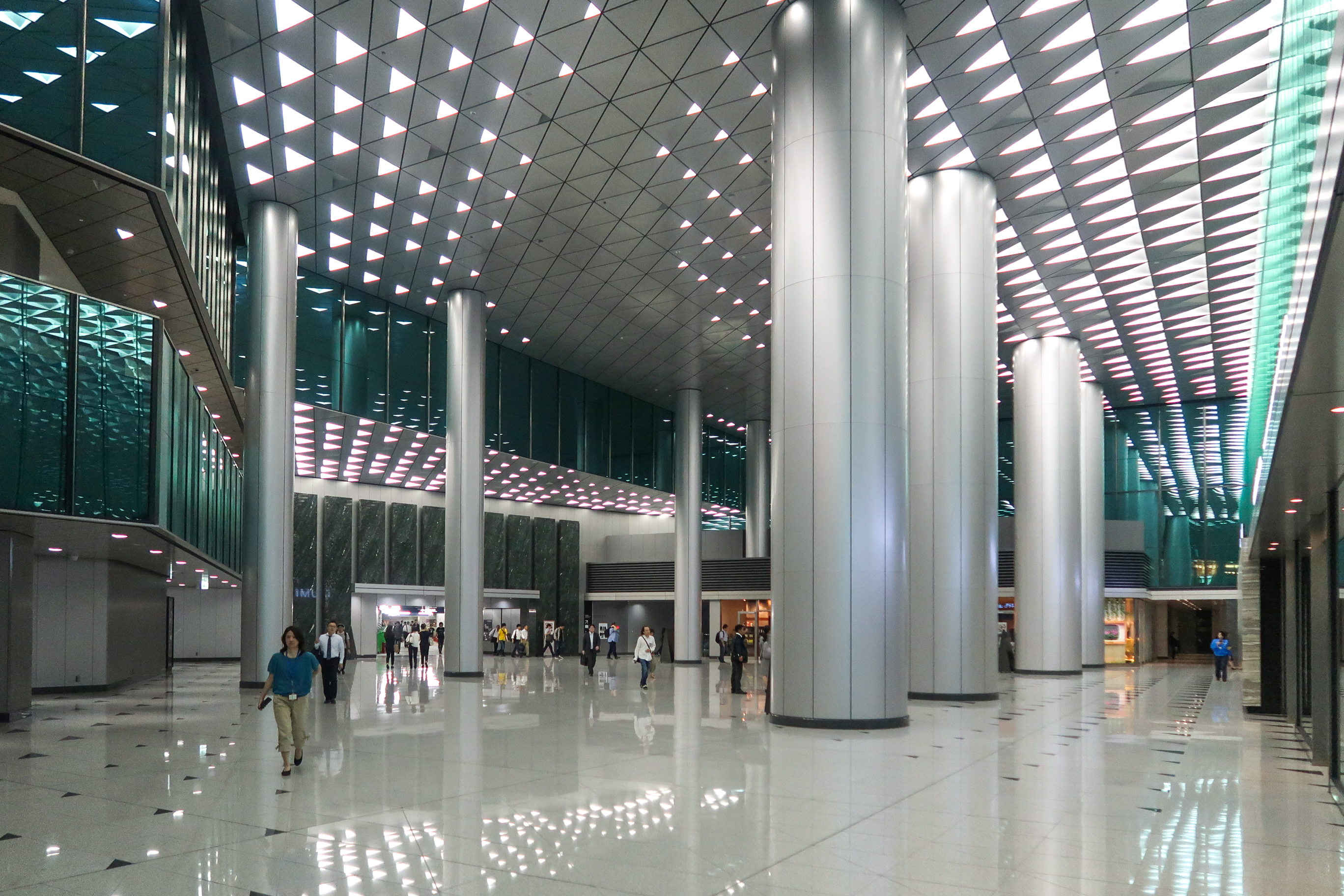
El lobby de las oficinas.
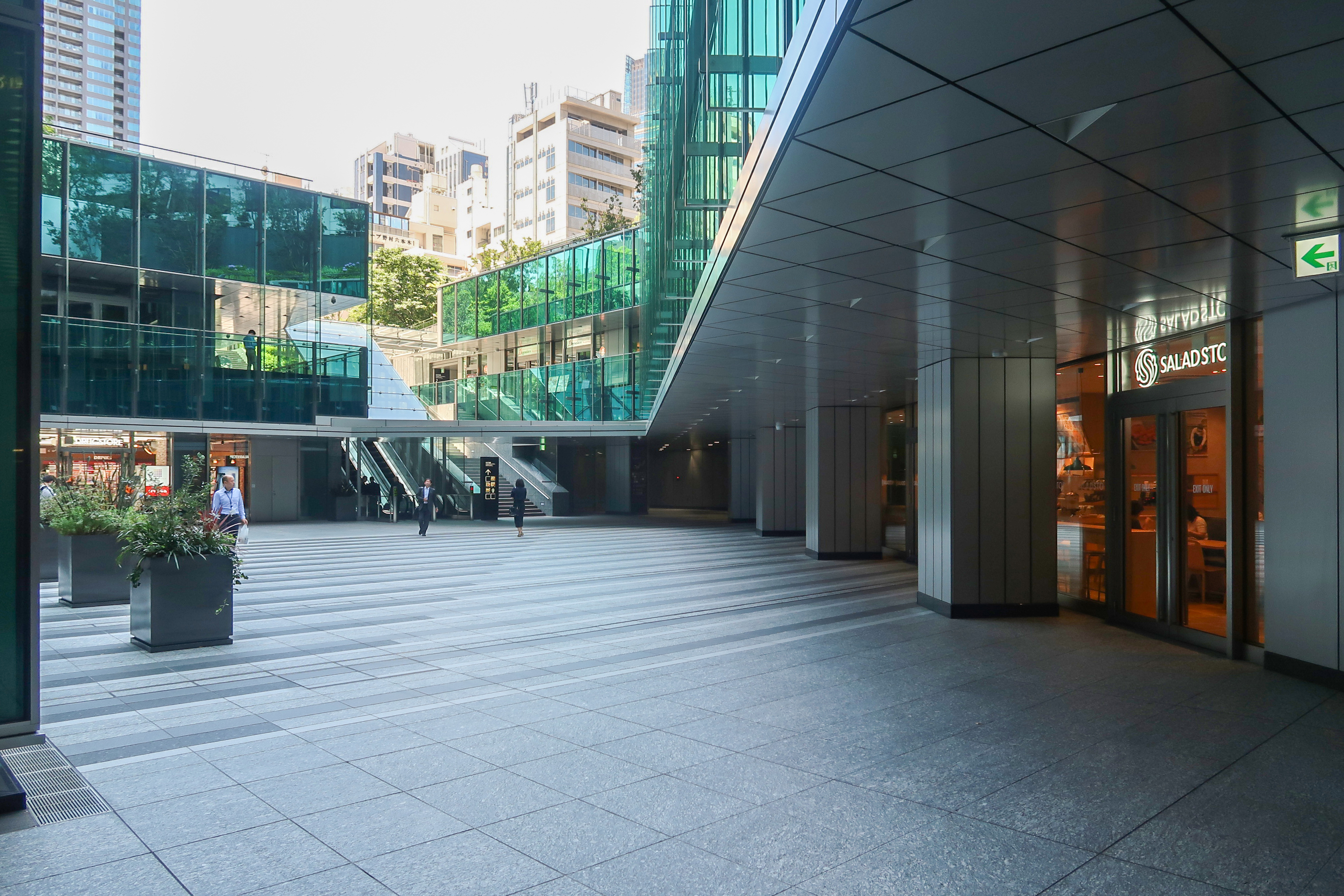
El patio.
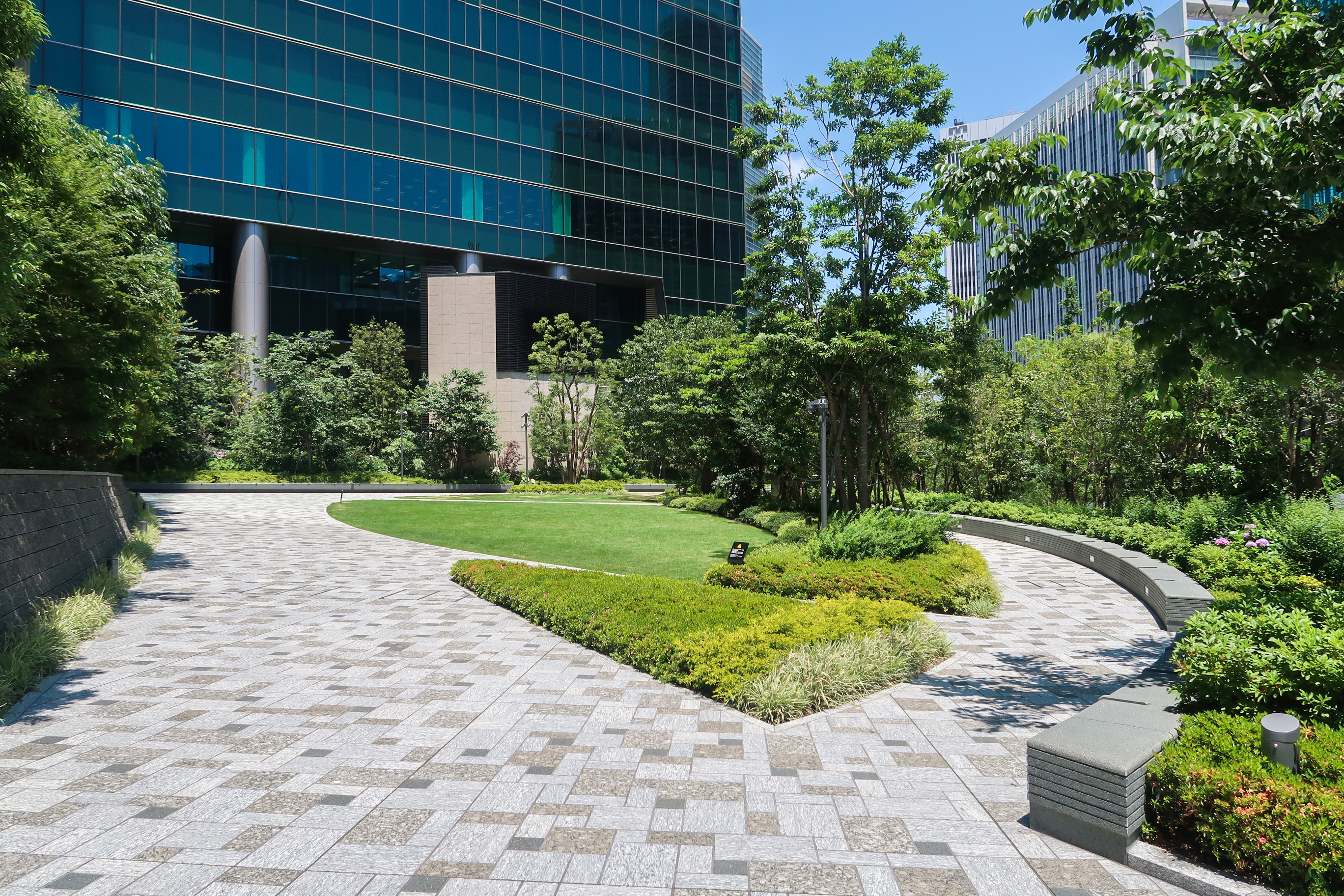
La plaza exterior.